# Romário de Souza Faria
Romário De Souza Faria (Rio de Janeiro, 29 de gener de 1966), és un futbolista, dirigent esportiu i polític brasiler.

## Carrera esportiva
Va debutar com professional al Vasco da Gama (1987-1988). Després va jugar al PSV Eindhoven neerlandès, amb el qual va guanyar quatre títols de lliga consecutius. L'estiu de 1993, va fitxar pel Futbol Club Barcelona, amb el qual va guanyar una lliga espanyola i va aconseguir el pichichi. El 1995 va retornar al Brasil, on va seguir triomfant, després d'una efímer estada al València CF a l'inici de la temporada 1996-97, va fitxar per l'Al Nasser de Qatar. Les limitacions físiques, i les seves habituals indisciplines que van provocar diverses controvèrsies amb el seu tècnic del Fluminense, Alexandre Gamma, van donar fer que fos acomiadat d'aquest club.
La seva primera convocatòria per a defensar al combinat de la canarinha va ser per un amistós davant Irlanda (0-1), el 23 d'abril de 1987. El primer gol, el va fer contra Finlàndia el 28 d'abril del mateix any (3-2), i la seva primera titularitat no va arribar fins al juny, i va marcar dos gols per a la victòria 4-0. A l'inici de la seva carrera, va assolir la medalla de plata als Jocs Olímpics de Seül l'any 1988, i el 1989 li va donar la Copa Amèrica a Brasil amb un gol en la final davant Uruguai a Maracaná.
Durant la Copa del Món Itàlia 1990 hagué de conformar-se a ser suplent del davanter Careca, a causa d'una fractura, però als Estats Units 1994 va tenir la seva revenja i va dur al Brasil cap al títol fent una temible dupla amb Bebeto. Llavors va marcar cinc dels onze gols de la Seleçao i va ser triat Pilota d'Or de la FIFA el 1995.
L'últim partit oficial del davanter amb la selecció del Brasil va ser al juny de 2001 i contra la selecció de l'Uruguai. El partit corresponia a un partit de les eliminatòries de classificació per a la Copa del Món 2002.
Més tard, Romário va organitzar al novembre un partit homenatge al Coliseum de Los Angeles i va marcar els dos gols de la victòria de l'equip del Brasil contra una selecció de veterans de Mèxic (2-1). No obstant això no es va retirar del futbol i va retornar als camps.
Durant l'estiu del 2005, el jugador va poder participar en el qual era una de les seves aficions predilectes, el futbol platja, i va participar amb la selecció del seu país per disputar un torneig al Rio de Janeiro, on finalment va quedar en la tercera posició.
Polèmic per la seva vida amorosa, la seva afició a la vida nocturna, les absències i retards als entrenaments, baralles i privilegis, Romário sempre ha estat notícia a la premsa. Durant el 2005 va ser condemnat a pagar l'exfutbolista Zico, una indemnització de 22.200 dòlars per danys morals a l'utilitzar la seva imatge a les portes dels sanitaris d'un desaparegut bar que havia instal·lat a Rio. El mateix any, i als 39 anys, per tercera vegada, Romário va ser el màxim golejador del campionat de lliga brasiler, amb 22 gols, vestint la samarreta del Vasco da Gama.
El davanter, que va marcar 952 gols en poc més de 1.000 partits com professional, va posar fi a una de les carreres més reeixides en el futbol brasiler i mundial, el dia 27 d'abril del 2005, quan es va acomiadar de la selecció brasilera de futbol en el partit entre Brasil i Guatemala. Hi va marcar un gol i va ser ovacionat per l'afició present. Va realitzar una emocionant volta olímpica, al sortir del camp als 38 minuts. Al març de 2006 firma un acord amb el Miami FC, equip dels Estats Units per a jugar cinc mesos allà, fins a acabar la temporada, amb el compromís de tornar de nou al Vasco de Gama a l'acabar l'aventura. Però aquest desig es veu ajornat, ja que el brasiler fitxa a final de setembre per l'Adelaide United, un equip de la segona divisió australiana.

### Els mil gols
Romàrio va arribar a la xifra dels 1.000 gols als 41 anys jugant amb el Vasco de Gama al campionat brasiler. El 21 de maig del 2007 en el minut 47 del partit contra l'Sport Club en un camp ple a vessar, va marcar des del punt de penal, de la mateixa manera com va marcar el mític Pelé el seu gol 1.000.
Després d'encertar el penal el partit s'aturà uns minuts, una massa d'aficionats i periodistes van saltar al camp per celebrar-ho. El jugador entre llàgrimes va dir algunes paraules als periodistes presents vinguts d'arreu del món. Abans de reprendre el partit Romário va donar una volta d'honor a l'estadi acompanyat per aficionats i familiars. La pilota del partit com és tradició en aquesta mena d'ocasions especials, se la va emportar a casa el jugador.
Aquesta llarga llista de gols feta pel mateix jugador inclou partits oficials i amistosos. El seu primer gol com a professional va ser el 18 d'agost de 1985 amb el Vasco de Gama contra el Nova Venècia.
| Equip                 | Partits | Gols |
| --------------------- | ------- | ---- |
| Olaria                | 6       | 7    |
| Vasco de Gama         | 514     | 383  |
| PSV                   | 163     | 165  |
| Futbol Club Barcelona | 84      | 53   |
| Flamengo              | 240     | 204  |
| València CF           | 21      | 14   |
| Fluminense FC         | 77      | 48   |
| Al-Saad               | 3       | 0    |
| Miami FC              | 29      | 22   |
| Adelaida United FC    | 4       | 1    |
| Altres*               | 11      | 19   |
| Selecció del Brasil*  | 98      | 84   |
|                       |         | 1000 |

- * Partits amistosos jugats amb diversos equips com ara partits de les estrelles, partits benèfics i altres.
- *56 gols amb la selecció absoluta en 74 partits, 15 amb la selecció olímpica en 11 partits, 11 amb l'equip juvenil del Brasil en 11 partits i 2 gols amb la selecció de Rio de Janeiro en 2 partits.

## Carrera política
Després de penjar les botes, Romário va afiliar-se al PSB i va presentar-se a les eleccions a la Cambra de Diputats del Brasil, aconseguint un escó de diputat federal per a la legislatura 2011-2014. A continuació, va presentar-se a les eleccions al Senat, ocupant un escó en la legislatura 2015-2022, que revalidaria per al període 2023-2030. Durant la seva etapa al senat, ha canviat de partit en dues ocasions, primer a Podemos i després al Partit Liberal.
El 2018 va intentar optar al càrrec de governador de Rio de Janeiro, però no va superar la primera volta de les eleccions.

## Dirigent esportiu
L'any 2023, el senador va anunciar que tenia intenció de presentar-se a la presidència de l'America Football Club. Aquest equip de Rio havia estat el club del cor del pare de l'exfutbolista i ell mateix va voler penjar les botes vestint la samarreta vermella del Mencão. Guanyador de les eleccions, va declararar que el seu repte és el d'eixugar el deute de l'entitat i fer-lo tornar a les categories nacionals del futbol brasiler.

## Palmarès

### Clubs
- Vasco de Gama Copa Guanabara: 1 Campionat Estadual (1987), 1 Copa João Havelange (2000) i 1 Copa Mercosur (2000)
- PSV Eindhoven: 3 Campionats de lliga (1989, 1991 i 1992) i 1 Copa d'Holanda (1990)
- FC Barcelona: 1 lliga espanyola (1994)
- Flamengo: 2 Copes Guanabara (1995 i 1996), 2 Campionats Estadual (1996 i 1999) i 1 Copa Mercosur (1999)

### Selecció del Brasil
- Medalla de plata als Jocs de Seúl-88
- 2 Copes América (Brasil 1989 i Bolívia 1997).
- 1 Copa del Món de futbol (Estats Units 1994).

### Individuals
- 7 cops màxim golejador al Campionat carioca (1986, 1987, 2000, 1996, 1997, 1998, 1999).
- 3 cops màxim golejador del campionat holandès (1989, 1990, 1991).
- 2 cops màxim golejador de la Lliga de Campions de la UEFA (1990, 1993).
- 2 cops màxim golejador a la Copa Mercosur (1999, 2000).
- 2 cops màxim golejador del Torneig Rio-São Paulo (1997, 2000).
- 2 cops màxim golejador al campionat brasiler (2001, 2005).
- 2 cops màxim golejador de la Copa de Brasil (1998, 1999).
- 1 cop màxim golejador de la Copa João Havelange (2000).
- 1 cop màxim golejador (Pitxitxi) de la lliga espanyola (1993-94 amb 30 gols).
- 1 cop màxim golejador a la Copa Confederaciones (1997).
- 1 cop màxim golejador al Mundial de clubs (2000).
- 1 cop màxim golejador dels Jocs Olímpics (1988).
- 1 cop màxim golejador de la Copa del Món de futbol (1994).

## Curiositats
- El seu rècord de gols en una temporada són 74 gols en 76 partits jugats. 67 marcats amb el Vasco de Gama i 7 amb la selecció del Brasil l'any 2000.